# Mark Addy
Mark Addy   (York, 14 de gener de 1964) és un actor de cinema i televisió anglès. Ha treballat al cinema, televisió i teatre, i el 1997 va rebre una nominació als premis BAFTA a la categoria de pel seu paper a la pel·lícula The Full Monty.

## Vida privada
Addy va néixer a Tang Hall, York, i va ser educat a la ciutat. Del 1982 al 1984 va estudiar a la Royal Academy of Dramatic Art. Viu amb la seva dona Kelly i els seus tres fills (Ruby, nascuda l'any 2000; Charlie, nascut el 2003, i Oscar, nascut el 2005) a Rufforth, prop de York. Els seus avantpassats han viscut sempre a York, almenys des de 1910. El seu pare, Ian ha treballat tota la seva vida com a vidrier a la catedral de York.

## Filmografia
| Any       | Títol                                    | Paper                             | Notes |
| --------- | ---------------------------------------- | --------------------------------- | --- |
| 1987      | The Continental                          |                                   | Sèrie de TV |
| 1987      | The Ritz (sèrie de TV)                   |                                   | Episode: "Monday" |
| 1988      | A Very Peculiar Practice                 | Mal Prentis                       | Episodi: "The Big Squeeze" Episodi: "Death of a University"                                                           |
| 1990      | Dark Romances Vol. 2                     | Sam                               | Vídeo |
| 1990      | The Bill                                 | Matthew Holden                    | Episodi: "The Night Watch" Episodi: "A Case to Answer"                                                                |
| 1992      | Married with Children                    | Lower Uncton Local (no acreditat) | Episodi: "England Show II: Wastin' the Company's Money" Episode: "England Show III: We're Spending as Fast as We Can" |
| 1994      | Between the Lines                        | PC                                | Episodi: "Unknown Soldier"                                                                                            |
| 1995      | Band of Gold                             | DC Sherrington                    | 3 episodis |
| 1995      | Peak Practice                            | Alec Kitson                       | Episodi: "A Normal Life"                                                                                              |
| 1995      | Ghostbusters of East Finchley            | DC Newley                         | Episodi: "1.5" Episodi: "1.6"                                                                                         |
| 1995      | Heartbeat                                | Norman Greengrass                 | Episodi: "Domestic"                                                                                                   |
| 1996      | Heartbeat                                | Norman Greengrass                 | Episodi: "Old Colonials"                                                                                              |
| 1996      | Bruised Fruit                            | Angel                             | Curtmetratge |
| 1996      | Out of the Blue                          | Robbo                             | Episodi: "2.6" |
| 1996      | Respect                                  | Joe Carr                          | Pel·lícula |
| 1996      | The Thin Blue Line                       | D.C. Boyle                        | 7 episodis |
| 1997      | Sunnyside Farm                           | Ken Sunnyside                     | Sèrie de TV |
| 1997      | The Heart Surgeon                        | Phil Mycroft                      | Pel·lícula |
| 1997      | The Full Monty                           | David 'Dave'                      | |
| 1998      | Closer                                   |                                   | Curtmetratge |
| 1998      | Jack Frost                               | Mac MacArthur                     | |
| 1999      | The Last Yellow                          | Frank                             | |
| 1999      | The Flint Street Nativity                | Ass                               | Pel·lícula |
| 2000      | The Announcement                         | Andy                              | |
| 2000      | The Flintstones in Viva Rock Vegas       | Fred Flintstone                   | |
| 2000      | Married 2 Malcolm                        | Malcolm                           | |
| 2000      | Too Much Sun                             | Nigel Conway                      | 6 episodis |
| 2001      | Down to Earth                            | Cisco                             | |
| 2001      | A Knight's Tale                          | Roland                            | |
| 2002      | La màquina del temps (The Time Machine)  | David Philby                      | |
| 2002      | Heartlands                               | Ron                               | |
| 2002–2006 | Still Standing                           | Bill Miller                       | 88 episodis |
| 2003      | The Order                                | Thomas Garrett                    | |
| 2004      | Around the World in 80 Days              | Capità Steamer                    | |
| 2007      | Bonkers                                  | Tony Barker                       | 6 episodis |
| 2008      | Bike Squad                               | Sergent John Rook                 | Pel·lícula |
| 2009      | Red Riding: In the Year of Our Lord 1983 | John Piggott                      | |
| 2010      | It's a Wonderful Afterlife               | D I Smythe                        | |
| 2010      | Robin Hood                               | Friar Tuck                        | |
| 2010      | National Theatre Live                    | Squire Max Harkaway               | Episodi: "London Assurance"                                                                                           |
| 2010      | Barney's Version                         | Detectiu O'Hearne                 | |
| 2011      | Game of Thrones                          | Robert Baratheon                  | 7 episodis |
| 2011      | Trollied                                 | Andy                              | 8 episodis |
| 2011      | Great Expectations                       | Pumblechook                       | Sèrie de TV |

## Premis i nominacions

### Nominacions
- 1998. BAFTA al millor actor secundari per Full Monty